# Norther
„Norther“ е мелодична дет метъл група от Еспоо, Финландия, чийто стил включва елементи от пауър метъла.

## История
Историята на „Norther“ започва през 1996 г., когато Тони Халио (Toni Hallio) и Петри Линдрос (Petri Lindroos), заедно с още двама музиканти, сформират групата „Requiem“.
През 1997 год, с помощта на Александър Куоппала (Alexander Kuoppala, екс – Children of Bodom), Requiem започват репетиции в легендарната зала Lepakko. По това време сменят името си на Decayed и започват да търсят нов музикант, който да се присъедини към тях, но търсенето остава безуспешно. Скоро научават, че Лепакко ще бъде закрита. Продължавайки да търси място, където да репетира, групата стига до Ностури (Nosturi). Там биват прослушани множество музиканти, но никой не е избран за длъжността музикант в тогавашните Decayed.
По-късно, през 2000 г., Халио и Линдроос попадат на китариста Кристиан Ранта (Kristian Ranta) в Интернет. Триото започва усилени репетиции като скоро след това Ранта води Себастиан Найт (Sebastian Knight) и Йоаким Екроос (Joakim Ekroos), които заемат постовете, съответно: клавирист и басист. Тогава групата окончателно сменя името си на „Norther“.
На 10 – 11 ноември 2000 г. бандата се отправя към студио „Sonic Pump“ в Хелзинки, за да запише своето първо демо – „Warlord“. То съдържа 3 песни (Warlord, Last Breath и Victorious One) и един инструментал (Towards The Storm). Демото се оказва сполучливо и успяват да подпишат договор със Spinefarm. По-късно, следствие проблеми в групата, Себастиян и Йоаким напускат, но останалите трима бързо привличат басиста Юка (Юкис) Коскинен (Jukkis Koskinen). А в началото на 2001 г. – и клавириста Туомас Планман (Tuomas Planman).
През август 2001 г. групата започва записа на дебютния си албум в студио „Tico“, но поради независещи от нея обстоятелства се налага да се преместят в Sundi-Coop (Савонлинна). Записват осем песни и кавър на легендарната Final Countdown на Europe. Първият сингъл на „Norther“ – Released се появява на бял свят на 7 януари 2002 г. В него се съдържат: едноименната песен, (по която групата прави първото си видео) и кавър на Youth Gone Wild (оригиналът е на Skid Row).
Първият албум на Norther – „Dreams of Endless War“, излиза на 28 януари 2002 г. При записите на дебюта, групата натрупва достатъчно материал за негов последовател и на 17 март 2003 г. излиза сингълът Unleash Hell c едноименно парче и кавър на песента Smash!, изпълнявана от „Offspring“. На 26 май 2003 г. светът успява да чуе албума „Mirror of Madness“.
След излизането на Mirror of Madness, „Norther“ изнасят няколко концерта във Финландия, а след това – турне с Dimmi Borgir и Hypocrisy.
На 16 февруари 2004 г., сънгълът Spreading Death се появява във Финландия. Месец след това (15 март 2004 г.) илиза третият студиен албум на NORTHER – Death Unlimited, който една седмица след издаването си достига 18-а позиция във финските чартове. На 14 април 2004 г., Петри се присъединява към Ensiferum, в качеството си на сесиен китарист и вокалист по време на тяхното европейски турне с Finntroll и The Wake, замествайки напусналия в началото на същата година Яри (Jari Maenpaa). Турнето завършва през месец май, след което Петри окончателно се присъединява към групата. В края на 2004 г. Юкис се включва в проекта на бившия вокалист/китарист на Ensiferum, а именно Яри, озаглавен Wintersun като басист.
На 1 септември 2004 г. „Norther“ пускат своя DVD-сингъл „Spreading Death“. Датата на излизането му нееднократно е променяна, но в крайна сметка, това се оказва оправдано. В DVD се съдържа много материал, както е планирано от самото начало. Сингълът съдържа клипа на Death Unlimited в две версии – скъсен за телевизионни излъчвания и пълен запис) и заснемането му, „зад сцените“, две концертни изпълнения (Cry и Betrayed) и караоке (Unleash Hell).
На 15 – 19 септември. завършват турнето си с „Finntroll“ и „The Wake“ в 5 шведски града. Самото турне се оказва успешно и групата печели много почитатели в Швеция.
В края на 2004 г. се отправят към знаменитото студио Astia с Ансси Киппо (Anssi Kippo), за да запишат EP-то Solution 7. На ЕР има 4 песни в класически Norther-стил и ремикс на Chasm с чистите вокали на Крис. Chasm е записана в студио „Finnvox“ с Микко Кармила (Mikko Karmila). ЕР излиза на 3 март 2005 г. във Финландия, а навсякъде другаде – 13 юни.
През юли 2005 г. в студио Fredman (намира се в Гьотеборг, Швеция. По-рано там записват групи като Хамърфол, Arch Enemy, Opeth и други) NORTHER започват записите на 4-тия си студиен албум, а именно – Till Death Unite Us. 11 января 2006 год, излиза сингълътл Scream, а самият албум на 25 януари.
През октомври 2005 г. барабанистът Тони Халио решава да напусне групата. По-късно, като причина за напускането си, той посочва, че временно е желае да се отдаде на други дела и не иска да свири повече метъл. Тони свири на своя последен концерт на 8 октомври 2005 г., като преди това сам е съставил сет-листа. В края на 2005 г., спешно се нуждаят от нов барабанист. Търсенето завършва достатъчно бързо – на 30 ноември Хейки Саари се присъединява към групата, поради опита си като ударен инструменталист и участията си в други групи и проекти.
Зимата на 2006 г. правят неголямо турне във Финландия и Европа. В края на същата година записват ЕР-то No Way Back (с дата на излизане – 14 февруари 2007) с 5 парчета. Едновременно с това пускат 4-тия си клип – Frozen Angel, който е правен по филма V2 Jäätynyt Enkeli, като самите NORTHER участват в този филм. Групата започва да прави планове за изцяло лайв DVD и готвят материал за нов албум.
Последният албум на Norther е озаглавен N. Още с излизането си той заема 5-а позиция във финските чартове. Дискът е продуциран от Anssi Kippo в Astia Studios и миксиран от Fredrik Nordström (DARK TRANQUILLITY, ARCH ENEMY) в Studio Fredman (Швеция).
На 4 март 2009 от Norther обявяват, че Петри Линдрос напуска бандата, за да се съсредоточи изцяло върху работата си с Ensiferum. На 14 април 2009 групата приветства новият си вокал Алекси Сихвонен, като добавят и кавър аудио запис (Frozen Angel) на вокалиста в сайта на групата. 
На 18 април 2011 г. групата пуска шестия си и последен албум, озаглавен Circle Regenerated, записан в Astia Studios. Съдържа 10 песни и е единствения албум с вокалиста А. Сихвонен и китариста Даниел Фрейберг (заместил П. Линроос). Албумът успява да се изкачи до 5-о място във финските чартове. Активно участие в творческия процес взима новият вокалист, написвайки почти всички текстове и 2 песни.
Последният концерт на групата е на фестивала Brutal Assault (Чехия) през 2012 г., преди който обявяват че се разделят.

## Членове на групата

### Текущи членове
- Алекси Сихвонен – главен вокалист (2009 – 2012)
- Кристиян Ранта – китара, чисти вокали (2000 – 2012)
- Хейки Саари – барабани (2005 – 2012)
- Юка Коскинен – бас китара (2000 – 2012)
- Туомас Планман – клавири, синтезатори (2000 – 2012)

Заедно с:
- Даниел Фрейберг – live китара (2009–днешно време)

### Бивши членове
- Петри Линдрос – вокали, китара (1996 – 2009)
- Тони Халио – барабани (1996 – 2005)
- Туомас (Stubu) – бас китара (1996 – 1997)
- Рони Корпас – китара (1996 – 1999)
- Себастиян Найт – клавири (2000)
- Юаким Екрос – бас китара (2000)

## Дискография

### Студийни албуми
- Dreams of Endless War (2002)
- Mirror of Madness (2003)
- Death Unlimited (2004)
- Till Death Unites Us (2006)
- N (2008)
- Circle Regenerated (2011)

### Демота иEP-та
- Warlord (2000)
- Solution 7 (2005)
- No Way Back (2007)

### Сингли
- Released (2001)
- Unleash Hell (2003)
- Spreading Death (2004)
- Spreading Death (DVD) (2004)
- Scream (2006)
- Break Myself Away (2010)

## Видеография
| Видео             | Албум                 | Продължителност |
| ----------------- | --------------------- | --------------- |
| Released          | Dreams of Endless War | 4:12            |
| Mirror of Madness | Mirror of Madness     | 4:32            |
| Death Unlimited   | Death Unlimited       | 4:55            |
| Frozen Angel      | No Way Back/N         | 4:07            |
| We Rock           | N                     | 3:57            |

## Кавъри
- „Youth Gone Wild“ (Skid Row) − издаден в Dreams of Endless War, Released (CD сингъл) and Warlord (Demo)
- „Final Countdown“ (Europe) − издаден в Dreams of Endless War
- „Smash“ (The Offspring) − издаден в Mirror of Madness и Unleash Hell (CD сингъл)
- „Tornado of Souls“ (Megadeth) − издаден в Death Unlimited и Spreading Death (CD сингъл)
- „Sabotage“ (Beastie Boys) − издаден в N (Японска версия)